# Peer Koopmeiners
Peer Koopmeiners (Amsterdam, 4 mei 2000) is een Nederlands voetballer die als middenvelder bij AZ onder contract staat.

## Carrière

### Jong AZ
Peer Koopmeiners speelde in de jeugd van AZ, waar ook zijn broer Teun Koopmeiners (tot 2021) actief was. Peer Koopmeiners debuteerde in het betaald voetbal voor Jong AZ op 12 januari 2018, in de met 1-0 verloren uitwedstrijd tegen RKC Waalwijk. Hij kwam in de 65e minuut in het veld voor Viktor Karl Einarsson. In het seizoen 2019/20 werd hij de aanvoerder van Jong AZ. Op 16 oktober 2020 maakte Koopmeiners in de 3-2 nederlaag tegen Jong Ajax zijn eerste goal voor Jong AZ.

### AZ
Op 17 oktober 2021 maakte Koopmeiners zijn debuut voor het eerste elftal van AZ. In de 5-1 overwinning op FC Utrecht viel hij vijf minuten voor het einde in voor Jesper Karlsson. Op 13 maart 2022 stond Koopmeiners, bij afwezigheid van Fredrik Midtsjø, voor het eerst in de basis tegen FC Twente (0-1 nederlaag). Op 1 oktober 2022 gaf Koopmeiners in de Eredivisiewedstrijd tegen FC Groningen (4-1 overwinning) zijn eerste assist.

### Excelsior
Vanaf 10 januari 2023 speelt Peer Koopmeiners op huurbasis voor Excelsior dat de middenvelder huurt voor de rest van het seizoen met een optie tot koop.

### Almere City
Op 18 juli 2023 werd tussen AZ en Almere City FC een huurovereenkomst voor Koopmeiners getekend voor de duur van een seizoen.

## Persoonlijk
Peer Koopmeiners is een broer van Teun Koopmeiners.

## Clubstatistieken
Beloften
| Seizoen                    | Club           | Competitie     | Competitie | Competitie |
| Seizoen                    | Club           | Competitie     | Wed.       | Dlp.       |
| -------------------------- | -------------- | -------------- | ---------- | ---------- |
| 2017/18                    | Jong AZ        | Eerste divisie | 1          | 0          |
| 2018/19                    | Jong AZ        | Eerste divisie | 19         | 0          |
| 2019/20                    | Jong AZ        | Eerste divisie | 24         | 0          |
| 2020/21                    | Jong AZ        | Eerste divisie | 34         | 3          |
| 2021/22                    | Jong AZ        | Eerste divisie | 30         | 1          |
| 2022/23                    | Jong AZ        | Eerste divisie | 7          | 0          |
| Carrièretotaal             | Carrièretotaal | Carrièretotaal | 115        | 4          |
| Bijgewerkt op 18 juli 2023 |                |                |            |            |

Senioren
| Seizoen                   | Club            | Competitie      | Competitie | Competitie | Beker | Beker | Overig | Overig | Totaal | Totaal |
| Seizoen                   | Club            | Competitie      | Wed.       | Dlp.       | Wed.  | Dlp.  | Wed.   | Dlp.   | Wed.   | Dlp.   |
| ------------------------- | --------------- | --------------- | ---------- | ---------- | ----- | ----- | ------ | ------ | ------ | ------ |
| 2021/22                   | AZ              | Eredivisie      | 4          | 0          | 1     | 0     | 1      | 0      | 6      | 0      |
| 2022/23                   | AZ              | Eredivisie      | 6          | 0          | 0     | 0     | 3      | 0      | 9      | 0      |
| 2022/23                   | → Excelsior     | Eredivisie      | 19         | 0          | 1     | 0     | 0      | 0      | 20     | 0      |
| 2023/24                   | → Almere City   | Eredivisie      | 31         | 0          | 3     | 1     | 0      | 0      | 34     | 1      |
| 2024/25                   | AZ              | Eredivisie      | 34         | 1          | 5     | 0     | 14     | 1      | 53     | 2      |
| Carrière totaal           | Carrière totaal | Carrière totaal | 93         | 1          | 10    | 1     | 18     | 1      | 121    | 3      |
| Bijgewerkt op 4 juli 2025 |                 |                 |            |            |       |       |        |        |        |        |

1 Owusu-Oduro ·
3 Goes ·
4 Martins Indi  ·
5 Penetra ·
6 Koopmeiners ·
7 Van Bommel ·
8 Clasie ·
9 Parrott ·
10 Mijnans ·
11 Sadiq ·
12 Verhulst ·
13 Westerveld ·
14 Belić ·
16 Maikuma ·
17 Addai ·
18 Møller Wolfe ·
21 Poku ·
22 Dekker ·
23 Lahdo ·
24 Schouten ·
26 Smit ·
28 Buurmeester ·
30 Kasius ·
31 Deen ·
34 De Wit ·
35 Meerdink ·
37 Daal ·
41 Zoet ·
Coach: Martens
· Assistent-trainer: Franssen
· Assistent-trainer: Goudmijn
· Assistent-trainer: Sierksma
· Keeperstrainer: Van Aart